# Mariam Sankara
Mariam Sankara   (Alt Volta, 26 de març de 1953) és una defensora dels drets humans i la vídua de Thomas Sankara, president de Burkina Faso del 4 d'agost de 1983 fins al seu assassinat el 15 d'octubre de 1987. Thomas Sankara va ser assassinat en un cop d'estat orquestrat pel seu antic col·lega Blaise Compaoré.

## Biografia
Com a conseqüència del cop d'estat, Mariam Sankara, després d'estar sota arrest domiciliari, es va veure obligada a fugir de Burkina Faso juntament amb els seus dos fills, Philippe, nascut el 10 d'agost de 1980, i Auguste, nascut el 21 de setembre de 1982. S'exilià primer a Libreville i més endavant a Montpeller, on passà els vint anys següents. L'any 1997 va presentar una denúncia davant un tribunal de Burkina Faso per l'assassinat de Thomas Sankara, però no va ser fins al 28 de juny de 2012 que el Tribunal Suprem va decidir que el cas podia ser processat segons la jurisprudència local. Amb l'obertura gradual del règim militar del país, Sankara finalment va poder tornar al seu país d'origen el 2007 per assistir a les commemoracions celebrades en honor del 20è aniversari de la mort del seu marit. Grans multituds van saludar el seu retorn a la capital Ouagadougou.
L'aixecament burkinès de 2014 en protesta pels intents del president Blaise Compaoré de prolongar el seu govern de 27 anys van provocar que Compaoré es veiés obligat a dimitir i fugir del país. En resposta a aquest aixecament, Mariam Sankara va emetre un comunicat felicitant el poble burkinès per la seva victòria i demanant que Compaoré fo processat pels seus crims contra el poble. Va acabar la carta dient: "Visca la República i visca Burkina! Pàtria o mort, vencerem!".
El gener de 2020, Mariam Sankara i una cinquantena d'intel·lectuals van publicar una declaració demanant l'obertura d'un debat «popular i inclusiu» sobre la reforma del franc CFA en curs i recordant que «la qüestió de la moneda és fonamentalment política i que la resposta no pot ser principalment tècnica».
L'octubre de 2021 començà el judici dels presumptes autors de l'assassinat de Thomas Sankara. Mariam Sankara va estar present en aquest judici.